# Buonabitacolo
Buonabitacolo (Bonavëtàcolë in campano) è un comune italiano di 2 436 abitanti della provincia di Salerno in Campania.

## Geografia fisica
È situato, insieme ad altri comuni limitrofi, nel  cosiddetto Vallo di Diano.
- Classificazione sismica: zona 1 (sismicità alta), Ordinanza PCM. 3274 del 20/03/2003.
- Classificazione climatica: zona D, 1772 GG.

## Storia
Fu fondato il 2 novembre 1333 da Guglielmo Sanseverino, signore di Padula, Sanza e Policastro, figlio di Tommaso II, conte di Marsico, fondatore della Certosa di Padula. L'atto di fondazione fu stipulato durante il regno di Roberto d'Angiò, nel Palazzo San Giacomo a Padula, alla presenza del giudice Silvestro Pellegrino, il notaio Pietro Vulcano di Padula e di alcuni testimoni. La fondazione fu concessa a tre casalbuonesi (Giovanni Di Gemma, Nicola o Cola Di Filippo, Ruggero De Bona) disposti a stabilire per sé e per i loro discendenti la dimora nella terra concessagli. Tale trattamento, inoltre, era accordato a chiunque altro avesse intenzione di prendervi dimora. Guglielmo impose il nome alla fondazione chiamandola Buonabitacolo, per la salubrità dell'aria e perché lontana dalle paludi infette che dilagavano nel Vallo di Diano. L'atto notarile fu redatto in duplice copia, una delle quali restò al San Severino e l'altra fu messa a disposizione dei tre fondatori e dei successivi eredi. Nell'atto furono stipulati “patti e condizioni” che dovevano regolare la vita dei cittadini del nuovo casale ed i rapporti con i paesi confinanti.
Buonabitacolo rimase sotto il dominio dei Sanseverino per tutto il resto del secolo. Nel 1407 re Ladislao spogliò dei feudi Ottaviano Sanseverino perché gli si era ribellato e li concesse all'armigero Russo de Specchio, in cambio dei servigi da lui resi alla corona. In tale occasione furono stabiliti i confini e riaffermata l'autonomia del Casale.
Nel 1505 Buonabitacolo fu concesso dal re Ferdinando il Cattolico al nobile Antonio De Cardona, da questo nel 1564 fu venduto a Nicola Grimaldi, principe di Salerno e successivamente ai D'Avalos (nella chiesa della Santissima Trinità una lapide del 1646 ricorda il loro dominio su Buonabitacolo).
Il 23 settembre 1645 si effettuò, con la debita formalità, la vendita di Padula e di Buonabitacolo da Diego d'Avalos alla Certosa di Padula.
Dal 1811 al 1860 ha fatto parte del circondario di Sanza, appartenente al distretto di Sala del regno delle Due Sicilie.
Dal 1860 al 1927, durante il regno d'Italia ha fatto parte del mandamento di Sanza, appartenente al circondario di Sala Consilina.
Negli anni della seconda guerra mondiale, tra il 1940 e il 1943, Buonabitacolo fu uno dei comuni della Campania destinati dalle autorità fasciste ad accogliere profughi ebrei in internamento civile. Gli internati furono liberati con l'arrivo dell'esercito alleato nel settembre 1943.

### Simboli
Il gonfalone è costituito da un drappo trinciato di rosso e di giallo.

## Società

### Evoluzione demografica
Abitanti censiti

### Religione
La maggioranza della popolazione è di religione cristiana appartenenti principalmente alla Chiesa cattolica; il comune appartiene alla diocesi di Teggiano-Policastro, ed ha una parrocchia:
- Santissima Annunziata

## Infrastrutture e trasporti
Buonabitacolo è interessato dalla strada statale 517 Bussentina e dalla strada Provinciale 177.
Il comune era servito dalla stazione di Montesano-Buonabitacolo, prima della sospensione della medesima posta sulla linea Sicignano-Lagonegro.

## Amministrazione

### Sindaci
| Periodo        | Periodo        | Primo cittadino       | Partito                                   | Carica                    | Note |
| -------------- | -------------- | --------------------- | ----------------------------------------- | ------------------------- | ---- |
| 23 aprile 1995 | 12 giugno 2004 | Beniamino Curcio      | sinistra                                  | Sindaco                   |      |
| 13 giugno 2004 | 6 giugno 2009  | Angelo Fiordelisi     | lista civica                              | Sindaco                   |      |
| 7 giugno 2009  | 25 maggio 2014 | Beniamino Curcio      | lista civica                              | Sindaco                   |      |
| 25 maggio 2014 | 5 aprile 2016  | Elia Rinaldi          | lista civica Unione e Progresso           | Sindaco                   |      |
| 5 aprile 2016  | 11 giugno 2017 | Raffaella De Asmundis | -                                         | commissario straordinario |      |
| 11 giugno 2017 | in carica      | Giancarlo Guercio     | lista civica La Ginestra Italia in Comune | Sindaco                   |      |

## Sport

### Calcio a 11
Il paese è rappresentato da una squadra di calcio a 11 che milita nel campionato di Terza Categoria denominata Asd Buonabitacolo Soccer gioca le sue partite casalinghe nel campo sportivo Saverio Orlando.